# KING OF LOVE "SOFTER AND SEXIER THAN VELVET"
『KING OF LOVE "SOFTER AND SEXIER THAN VELVET"』（キング・オブ・ラヴ ソフター・アンド・セクシァー・ザン・ベルヴェット）は、1990年に発表された、ORIGINAL LOVEのメジャー・デビュー前のプロモーション・ディスク。

## 解説
1991年にメジャーデビューするORIGINAL LOVEが、その1年前にマスコミのみに配布した、一般未発表の2曲入りCD。インディーズからメジャーに活動の場を移した1990年、オリジナル・メンバーの小里誠、秋山幸広がバンドを離れ、ブルー・トニックから木原龍太郎と井上富雄（サポート）、続いて宮田繁男、森宜之が加入。田島貴男もピチカート・ファイヴでの活動を終了し、ORIGINAL LOVEでの活動に専念するなど、バンドの形が大きく変わる過渡期に本作はレコーディングされた。なお、この2曲のレコーディングではドラムに平ヶ倉良枝、「Body Fresher」ではオルガンに朝本浩文が、それぞれ参加している。ピチカート・ファイヴでの活動を除き、それまで自身のバンドにおいてメンバーおよび友人知人のみと演奏してきた田島にとって初めて、時間契約のセッション・ミュージシャンとレコーディングを行った作品となった。
両曲のうち、「Blue Talk」はデビュー・シングル『DEEP FRENCH KISS』およびCD2枚組メジャー・デビュー・アルバム『LOVE! LOVE! & LOVE!』に、「Body Fresher」は『LOVE! LOVE! & LOVE!』に、それぞれ収録された。なお、「Body Fresher」は1988年リリースのインディーズ盤『ORIGINAL LOVE』に収録済みだが、歌詞とアレンジは本盤収録に際し変更され、両曲とも『LOVE! LOVE! & LOVE!』収録の時に、さらにアレンジが変更された。
本盤収録の2曲は、後にレコード会社主導による編集盤『Wild Life –Cool Side of Original Love–』と『early complete』に収録されたが、エンディングのSEが一部カットされている。また、「Body Fresher」は2007年10月24日に『standard of 90's』シリーズの一つとして『LOVE! LOVE! & LOVE!』が24bit デジタル・リマスタリング、紙ジャケット仕様の田島貴男監修・公認盤での再発時に、ボーナス・トラックとしても収録された。なお、『LOVE! LOVE! & LOVE!』収録のバージョンと区別するため、両曲とも“Pre-Debut CD Version”の表記が追加されている。

## パッケージ、アートワーク
ジャケット、歌詞カードはなく、タイトルと曲目がプラケースに直接プリントされている。また、翌1991年にデビュー作のリリースを示唆するメッセージ・カードが封入され、当時の所属事務所とレコード会社である、キング・コブラと東芝EMIの電話番号が掲載されている。

## 収録曲
全作詞・作曲：田島貴男、編曲：オリジナル・ラヴ
1. Body Fresher  –  (3:49)
2. Blue Talk  –  (5:35)

## クレジット
- "Please Wait Just a Little Till Next Summer, 1991"

## リリース日一覧
| 地域 | リリース日 | レーベル    | 規格           | カタログ番号 | 備考      |
| ---- | ---------- | ----------- | -------------- | ------------ | --------- |
| 日本 | 1990年     | TOSHIBA EMI | 12cmCDシングル | PCD-163      | 2曲収録。 |